# Music and Its Double
Albums de John Zorn
A Vision in Blakelight
(2012) The Concealed
(2012)
Music and Its Double est un album de John Zorn paru sur le label Tzadik dans la série Composer consacrée à la musique classique contemporaine. Il est constitué de 3 pièces tirées de son catalogue de musique de concert : A Rebours (2010), sorte de concerto pour violoncelle; Ceremonial Magic (2011), un duo violon-piano; La Machine de l'Être (1999) opéra en un acte pour soprano et orchestre.

## Titres
| No   | Titre                | Durée |
| ---- | -------------------- | ----- |
| 1.   | A Rebours            | 11:12 |
| 2-5. | Ceremonial Magic     | 19:40 |
|      | I                    | 5:37  |
|      | II                   | 4:07  |
|      | III                  | 5:52  |
|      | IV                   | 4:03  |
| 6-8. | La Machine de l'Être | 11:41 |
|      | tetème               | 4:10  |
|      | le révélé            | 3:26  |
|      | entremêlés           | 4:04  |

## Musiciens ayant participé à l'album
A Rebours
- Fred Sherry - violoncelle
- Jennifer Choi - violon
- David Fulmer - alto
- Mike Nicolas - violoncelle
- Tara Helen O'Connor - flute
- Josh Rubin - clarinette
- June Han - Harp
- William Winant, Al Lipowski, Joe Pereira - percussions
- Brad Lubman - chef d'orchestre

Ceremonial Magic
- David Fulmer - violon
- Kenny Wollesen - batterie

La Machine de l'Être
- Anu Komsi - soprano
- Lahti Symphony Orchestra dirigé par Sakari Oramo